# Zawzan
Zawzan o Zozan (farsi زوزن) és una històrica ciutat de l'Iran, modernament al districte de Khaf a la província de Razavi Khorasan, i antigament part del mateix districte (amb el nom de Khwaf o Khwab) o a la seva àrea d'influència. La ciutat principal del districte històric, que apareix esmentada com Khargard, Khargird, Khardjird o Khargid, està a 41 km de Zozan i avui dia a 60 km de la frontera de l'Afganistan. El 2006 tenia 2.183 habitants.
La ciutat compta amb un castell a la part sud; una gran mesquita fou construïda al període dels corasmis vers el començament del segle xiii, estant situada a l'oest de la ciutat. Allunyada de centres urbans rellevants, ha conservat el seu aspecte històric. El seu sistema de reg amb rescloses es considera únic. Està nominada com a Patrimoni de la Humanitat des del 9 d'agost de 2007, i podria incloure també la madrassa timúrida de Khargard i la gran mesquita de Gonabad. Les excavacions arqueològiques el 2000 mostren la colonització de l'arida plana de Zawzan per mitjà de sistemes de reg (els kanats).

## Història
La tradició diu que Zawzan fou fundada a causa de l'establiment d'un temple del foc i hauria estat conquerida pels àrabs vers 651/652 quan Abd Allah ibn Amir va marxar sobre Nixapur. Durant els primers segles fou governada per potentats locals anomenats rais, poderosos fins i tot per revoltar-se algunes vegades (per exemple el 1052). Sota Ala al-Din Muhammad xa de Coràsmia, al segle xiii fou el centre d'un principat vassall governat pel Malik-i Muazam Abu Bakr ibn Ali al-Zawzani que dominava a l'est fins a Kabul i a l'oest fins a Fars, mentre al nord arribava a Nixapur i al sud a Ormuz i el golf Pèrsic; tot i el seu poder no va encunyar moneda i sempre va reconèixer els xas de Coràsmia. La seva residència era la Kala-i Kahira, una ciutadella a l'est de la ciutat, de 15 metres d'altura. L'assassinat d'Abu Bakr el gener del 1218 i la conquesta dels mongols tres anys després va posar fi a aquest estat; Zawzan va refusar refugi al xa de Coràsmia quan fugia dels mongols, i per això va evitar la destrucció per aquests; llavors va passar als mongols i va arribar al seu cim sota els ilkhànides però el 1336 va ser destruïda per un terratrèmol (que va matar unes 35.000 persones a la regió); el malik local Ghiyath al-Din Firuz va morir en l'ensorrament del palau. Zawzan ja no es va recuperar i es va despoblar; es va repoblar amb emigrats del sud al segle xviii. Vers 1940 només tenia 680 habitants i el 1966 eren 786. El 1991 hi havia hagut una explosió demogràfica i va arribar a 2.087 habitants.